# 십일각별
십일각성(十一角星)은 다각성의 일종으로 11개의 선분이 교차하는 도형이다.
| {11/2} | {11/3} | {11/4} | {11/5} |